# Die Radio-Heirat
Die Radio-Heirat ist eine deutsche Stummfilmfarce aus dem Jahre 1924 von Wilhelm Prager mit Maria Bard, Eduard von Winterstein und Hermann Thimig in den Hauptrollen.

## Handlung
Dollarmillionär William D. Morrison ist ein überaus erfolgreicher Geschäftsmann, der sich mittlerweile nur noch abrackert, um seinem überaus verwöhnten Töchterchen Maud jeden noch so abstrusen wie kostspieligen Wunsch von den Lippen abzulesen. Der Alte hätte nichts dagegen, wenn jener etwas merkwürdige Mr. Mackinac, der Maud anhimmelt, sie heiraten würde, doch Maud hat anderes im Kopf: Sie hat sich ausgerechnet in die Zeichnung eines Mannes verliebt, dessen Porträt den Umschlag eines Buchs mit dem Titel „Prinz Darling“ ziert. Maud ist der festen Überzeugung, dass dieses Bildnis einem echten Mann nachempfunden wurde, und so wird es für sie zur fixen Idee, unbedingt jenen Umschlag-Herrn ausfindig zu machen. Da Superdaddy William wie gesagt seiner Tochter keinen Willen abschlagen kann, setzt er mit seinem weit verzweigten Geschäftsimperium Himmel und Hölle in Bewegung, um jenen „Prinz Darling“ ausfindig zu machen. Auch das Radio wird eingeschaltet. 
Tatsächlich kann einer der Morrison-Sender jenen Umschlagsprinzen ausfindig machen. Der Gesuchte wohnt in Berlin und, so findet man heraus, ist der Sohn eines Juweliers. Maud glaubt sich schon fast am Ziel ihrer Träume, da taucht Mr. Mackinac aus den USA auf, denn der ist mitnichten bereit, „seine“ Maud an irgendeinen dahergelaufenen Konkurrenten abzutreten. Der alte Morrison hat in der Zwischenzeit einen riesigen Klunker von Diamanten, den berühmten No-hi-Kor, erstanden, den er seiner Tochter bei etwaiger Eheschließung als Mitgift mit auf den Weg geben möchte. Das zieht erwartungsgemäß allerlei dunkles Gesindel an, darunter auch ein angeblicher Marquis Bravescu, der sich inzwischen bei Morrison als dessen Sekretär eingeschlichen hat. Plötzlich ist der prunkvolle Edelstein verschwunden. Doch nicht ein Langfinger hat ihn gestohlen, sondern vielmehr ist Mauds Hündchen mit dem Klunker auf und davon. Als der Diamant wieder auftaucht, erklärt Morrison, der sich um das Verschwinden keine Sorgen gemacht hatte, dass der No-hi-Kor überhaupt nicht echt sei, sondern eine Replik. Das echte Juwel würde daheim in seinem Safe in New York liegen. Schließlich bekommt Maud ihren „Prinz Darling“, und die Radio-Heirat kann vollzogen werden.

## Produktionsnotizen
Die Radio-Heirat entstand zum Jahreswechsel 1923/24 und passierte die Filmzensur am 29. Februar 1924. Der Fünfakter besaß eine Länge von 1752 Meter und wurde am 5. März 1924 im UFA-Theater Kurfürstendamm uraufgeführt. 
Die Filmbauten entwarf Paul Rieth. Dies war der einzige Film der kleinen Berliner Produktionsfirma Pe-Ge-Film.

## Kritiken
Die Neue Freie Presse schrieb: „Regie und Inszenierung vereinigen sich zu witziger Ironisierung und gleichzeitiger Anerkennung des amerikanischen Organisationstalentes, das in der Person eines großzügigen Dollarmillionärs sich manifestiert. Es geht so übermütig lustig und launig zu, daß die Schauspieler, denen noch ein prominenter kleiner Hundekomiker Konkurrenz macht, sichtlich auch außerberuflich animiert waren. […] Nur zum Schlusse geht es gar zu schwankhaft her, was zwar nicht der Unterhaltung, aber der Bezeichnung „Lustspiel“ in den letzten Szenen Abbruch tut.“
In Der Filmbote konnte man lesen: „Der Film, in guter Laune und nach amerikanischem Zuschnitt zur Darstellung gebracht, wird überall Lacher finden.“